# Didymoglossum godmanii
Espèce
Didymoglossum godmanii est une fougère de la famille des Hyménophyllacées. 

## Description
Cette espèce dispose des caractéristiques suivantes :
- le rhizome est rampant et filiforme de moins de 0,1 mm de diamètre ; il est très abondamment couvert de poils de couleur brun-rougeâtre ;
- les frondes très petites - de un à moins de trois centimètres de long et de large - ont un pétiole court et un aspect cordiforme ou circulaire ;
- elles portent de fausses nervures parallèles aux vraies nervures avec des fausses nervures submarginales, caractéristiques du sous-genre Microgonium ;
- quelques sores (moins de dix) sont insérés dans le limbe des frondes fertiles ;
- l'indusie est tubulaire, avec une columelle dépassant légèrement la corolle.

Comme toutes les espèces du genre, celle-ci compte 34 paires de chromosomes.

## Distribution
Cette espèce, épiphyte des troncs d'arbres des forêts tropicales humides, est présente en Amérique centrale et aux Caraïbes : Costa-Rica, Cuba, Guatemala, Honduras, Mexique, Panama.

## Historique
En 1866, John Gilbert Baker publie les notes de William Jackson Hooker décrivant cette espèce à partir d'un exemplaire collecté en 1862 au Guatemala par deux collecteurs britanniques, Osbert Salvin et Frederick Ducane Godman (1834 - 1919) ; c'est à ce dernier qu'il dédie l'espèce qu'il place dans le genre Trichomanes : Trichomanes godmanii.
En 1906, Carl Frederik Albert Christensen place l'espèce dans le sous-genre Hemiphlebium.
Cette espère est considérée à tort comme synonyme de Didymoglossum petersii par Edwin Bingham Copeland (elle devrait se trouver dans le genre Microgonium selon sa révision de la famille).
En 1974, Conrad Vernon Morton la classe dans le genre Trichomanes sous-genre Didymoglossum, section Microgonium.
En 1977, Rodolfo Emilio Giuseppe Pichi Sermolli la place dans le genre Microgonium en créant : Microgonium godmanii (Hook. ex Baker) Pic.Serm..
En 1983, C. Sánchez-Pinto redécrit l'espèce dans le genre Microgonium en créant ainsi un homonyme
Enfin, quand en 2006, Atsushi Ebihara et Jean-Yves Dubuisson la reversent dans le genre Didymoglossum, sous-genre Microgonium.

## Position taxinomique
L'espèce Didymoglossum godmanii est classée dans le sous-genre Microgonium.
Cette espèce compte donc deux synonymes, résultant des remaniements taxinomiques : 
- Microgonium godmanii (Hook. ex Baker) Pic.Serm.
- Trichomanes godmanii Hook. ex Baker